# Estación de Alverca
La Estación de Alverca es una estación de la Línea del Norte, que sirve a parroquias de Alverca del Ribatejo, en el municipio de Vila Franca de Xira, en Portugal.

## Características

### Descripción física
En enero de 2011, contaba con cuatro vías de circulación, con longitudes entre los 268 y 518 metros; las plataformas presentaban todas 223 metros de extensión, y 90 centímetros de altura.